# Ayumu Matsumoto
Ayumu Matsumoto (japanisch 松本 歩夢 Matsumoto Ayumu; * 28. April 1998 in der Präfektur Osaka) ist ein japanischer Fußballspieler.

## Karriere
Matsumoto erlernte das Fußballspielen in der Jugendmannschaft von Gamba Osaka. Die U23-Mannschaft des Vereins spielte in der dritten Liga, der J3 League. Bereits als Jugendspieler absolvierte er zwei Drittligaspiele. Nach 2017 wechselte er in die Universitätsmannschaft der Kansai-Universität. Seinen ersten Vertrag unterschrieb er am 1. Februar 2021 beim FC Gifu. Der Verein aus Gifu, einer Stadt in der Präfektur Gifu auf Honshū, spielte in der dritten japanischen Liga.